# Rouvy
ROUVY es una aplicación de ciclismo indoor que combina vídeos reales en 2D, filmados en exteriores a lo largo de miles de rutas ciclistas (que incluyen resistencia y altimetría), con elementos de realidad aumentada creados artificialmente,   como los avatares de ciclistas. Esto crea un entorno virtual en 3D, llamado ruta de realidad aumentada, la cual el ciclista puede visualizar en una pantalla (de televisión, ordenador o teléfono móvil) mientras monta su bicicleta de entrenamiento indoor. Los ciclistas pueden optar por un "rodillo inteligente" para replicar un recorrido real, ya que la resistencia de la bicicleta aumenta o disminuye para simular la pendiente real en la ruta de realidad aumentada. Gracias a esta interconectividad, ROUVY brinda a sus usuarios una experiencia de conducción relativamente realista desde la comodidad de sus hogares. 
La aplicación ofrece diversas actividades a los ciclistas, como subir cuestas, pruebas contrarreloj, carreras, salidas en grupo, planes de entrenamiento específicos y entrenamientos por intervalos. Asimismo, proporciona datos y análisis detallados sobre el rendimiento, lo que permite a los usuarios hacer un seguimiento de su progreso a lo largo del tiempo. 

## Historia
En agosto de 2021, VirtualTraining, la empresa fundadora de la marca ROUVY fue adquirida por el grupo inversor Pale Fire Capital ]permitiendo su expansión a nivel global.
Hoy en día, la plataforma cuenta con más de 700 000 ciclistas y atletas registrados de todas partes del mundo, tanto entusiastas como profesionales. La mayoría de sus usuarios están en los Estados Unidos, Gran Bretaña y Alemania. Durante el 2021, recorrieron 76 millones de kilómetros a lo largo de más de 14 000 rutas diferentes. 
En 2020, ROUVY se convirtió en el socio virtual de La Vuelta y lanzó La Vuelta Virtual, un evento anual en línea que permite a los ciclistas experimentar las rutas de La Vuelta desde sus hogares.
ROUVY también es el socio virtual de las organizaciones de triatlón PTO  y Challenge Roth 